# Selters (Löhnberg)
Selters (auch Selters an der Lahn) ist ein Ortsteil der Gemeinde Löhnberg im mittelhessischen Landkreis Limburg-Weilburg. Hier werden die Mineralwasser der Marke Selters (siehe auch: Selterswasser) abgefüllt.

## Geographische Lage
Löhnberg-Selters liegt auf der Taunusseite der Lahn zwischen Wetzlar und der Kreisstadt Limburg an der Lahn im Land Hessen.

## Geschichte

### Vor- und Frühgeschichte
Schon um 500 nach Christus siedelten Franken im Tal der Lahn. 800 Jahre später wurde Selters an der Lahn zum ersten Mal amtlich anerkannt erwähnt. Der Grund für diese späte Erwähnung liegt in der Namensgleichheit mit Selters (Westerwald) und Selters (Taunus), so dass eine eindeutige Identifizierung von Selters an der Lahn aus Urkunden der damaligen Zeit erst für das Jahr 1317 gelingt.

### Mittelalter
In den Jahren 1321 bis 1324 wurde das Wahrzeichen der Gemeinde Löhnberg, die Laneburg, von dem Grafen Johann von Nassau-Dillenburg erbaut. Es war eine Schutzburg auf dem Felsen über der Lahn.
Im Sommer 1382 verkündete die Gemeinde Selters schriftlich den Bau einer Kapelle. Sollte diese Kapelle gebaut worden sein, wird sie wahrscheinlich 150 Jahre später einer Feuersbrunst zum Opfer gefallen sein, die in Selters wütete.
Um das Jahr 1560 erfolgte der Umbau der Laneburg zu einem Schloss, womit auch Vergrößerungen der gesamten Anlage verbunden waren.

### Neuzeit
Selters erhielt im Sommer 1614 eine eigene Pfarrei, Filial Drommershausen, mit einer kleinen hölzernen Kirche und einem ersten eigenen Pfarrer: Johann Bosen. Bis dahin wurde Selters durch das Stift Weilburg seelsorgerisch betreut. Im Jahre 1630 gehörten 27 Haushaltungen zu Selters. 76 Jahre später verbrannte der größte Teil des Dorfes. Die Fachwerkkirche wurde dabei so stark beschädigt, dass eine neue Kirche samt Pfarrhaus 1732 unter Leitung von Pfarrer Johann Gottfried Haybach eingeweiht wurde.
Die zwischen den Besitzern in Weilburg und Dillenburg – die Laneburg war unter ihnen aufgeteilt – ständig auftretenden Meinungsverschiedenheiten fanden erst ein Ende, als Löhnberg 1773 ganz in Weilburger Besitz überging. Damit war auch der Traum von einer blühenden Burgstadt oder gar einer Residenz vorbei, denn der Adelssitz blieb Weilburg. Das Löhnberger Schloss wurde nur noch als Zehntscheune genutzt, bis es im Jahre 1900 ausbrannte.
Ab 1815 war die östliche Gemarkungsgrenze von Selters die Landesgrenze zwischen dem Herzogtum Nassau und dem Königreich Preußen. Der benachbarte Landkreis Wetzlar war durch Fusion der preußischen Kreise Wetzlar und Braunfels entstanden und gehörte bis zum 30. September 1932 als Exklave zur preußischen Rheinprovinz. Erst am 1. Oktober 1932 wechselte der Kreis Wetzlar zur Provinz Hessen-Nassau. Deshalb ist die Straße von Ahausen nach Selters nie in Richtung Osten oder Nordosten fortgesetzt worden und der Ort vom Durchgangsverkehr frei geblieben.
Im Jahre 1824 zählt Selters 136 Einwohner. Die erste Schule in der Dorfmitte (Kirchgasse 2) wurde 1863 errichtet, 43 Jahre danach dann eine zweiklassige Schule („Zwergschule“) am Dorfrand, die bis 1973 ihrer Bestimmung diente und heute ein Teil des Dorfgemeinschaftshauses ist.
Im Jahre 1880 schaffte Selters eine gebrauchte Orgel aus Niederschelden bei Siegen für 330 Mark an, die 1852 von Daniel Raßmann erbaut worden war. Sie wurde von Orgelbaumeister Eichhorn aus Weilmünster abgebrochen, für 1069,38 Mark renoviert und in Selters auf einer neuen Orgelbühne aufgestellt und einen Tag vor Nikolaus des Jahres 1880 eingeweiht. Zu dieser Zeit hatte Selters 235 Einwohner.
Die wirtschaftliche Nutzung der Mineralwasserquellen begann im ausgehenden neunzehnten Jahrhundert. Im Siedlungsgebiet Selters liegen mehrere Mineral- und Heilquellen, u. a. Selters. Zu dieser Zeit bekam der Ort ein Wasserleitungsnetz und jedes Haus eine eigene Hochdruckwasserleitung.

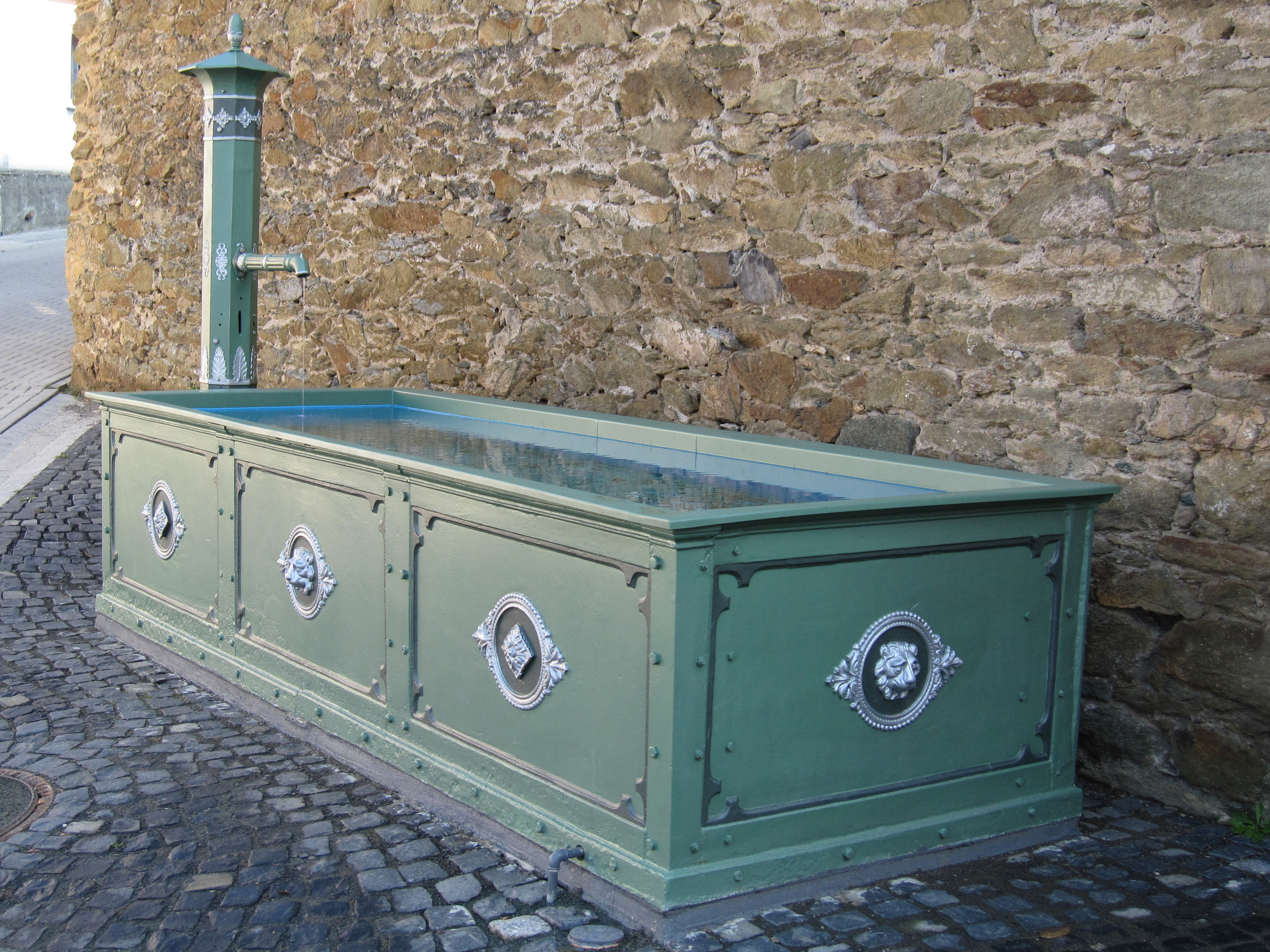
Dorfbrunnen

Im Jahre 1917 wurde der Grubensteg nach Löhnberg eingeweiht, eine stählerne Kettenbrücke. Vorher fuhren Fähren an einem über die Lahn gespannten Seil über den Fluss. Nach dem Zweiten Weltkrieg nahm die Einwohnerzahl durch Flüchtlingszuzüge um 33 % zu. Danach hatte sich die Bevölkerungszahl ziemlich stabilisiert.
Im Jahre 1974 bekam die Kirche ein elektrisches Läutewerk. Damals zählte Selters 342 Einwohner, hatte einen Lebensmittelladen und zwei Gastwirtschaften: „Vierjahreszeiten“ mit der alten Schmiede an der Ecke Am Lahnberg/Neugasse und „Lahnblick“ im südlichen Teil der Straße „Am Lahnberg“ gegenüber dem alten ehemaligen Friedhof. Die restaurierte Orgel zu Selters wurde zwei Wochen nach Ostern des Jahres 1989 wieder ihrer Bestimmung übergeben, nachdem sie einige Jahre wegen altersbedingtem Verschleiß nicht mehr bespielt werden konnte. Im Jahre 2011 führte die Orgelbauwerkstatt Mebold eine erneute Reinigung und Überholung der Orgel durch. Ein eigenes evangelisches Gemeindehaus in Selters hatte Anfang 2008 Richtfest. Das anfangs geplante Blechdach war letztlich einem konventionell mit dunklen Pfannen eingedeckten Dach gewichen.
Seit 2011 nimmt Selters an einem Dorferneuerungsprogramm teil. Über eine Zeitspanne von neun Jahren hat das Dorf die Möglichkeit, private und öffentliche Projekte der Dorferneuerung umzusetzen und dafür Zuschüsse aus Mitteln der Europäischen Union, des Bundes und des Landes Hessen zu erhalten. Im Rahmen dieses Programms wurde der Dorfbrunnen restauriert.
Hessische Gebietsreform (1970–1977)
Zum 1. Juli 1974 wurde die bis dahin selbständige Gemeinde Selters im Zuge der Gebietsreform in Hessen durch Landesgesetz in die Gemeinde Löhnberg eingegliedert.
Ein Ortsbezirk nach der Hessischen Gemeindeordnung wurden nicht errichtet.

### Verwaltungsgeschichte im Überblick
Die folgende Liste zeigt die Staaten und Verwaltungseinheiten, denen Selters angehört(e):
- vor 1806: Heiliges Römisches Reich, Grafschaft/Fürstentum Nassau-Weilburg, Amt Weilburg
- ab 1806: Herzogtum Nassau, Amt Weilburg
- ab 1816: Herzogtum Nassau, Amt Weilburg
- ab 1849: Herzogtum Nassau, Kreisamt Hadamar[Anm. 2]
- ab 1854: Herzogtum Nassau, Amt Weilburg
- ab 1867: Norddeutscher Bund, Königreich Preußen, Provinz Hessen-Nassau, Regierungsbezirk Wiesbaden, Oberlahnkreis[Anm. 3]
- ab 1871: Deutsches Reich, Königreich Preußen, Provinz Hessen-Nassau, Regierungsbezirk Wiesbaden, Oberlahnkreis
- ab 1918: Deutsches Reich, Freistaat Preußen, Provinz Hessen-Nassau, Regierungsbezirk Wiesbaden, Oberlahnkreis
- ab 1944: Deutsches Reich, Freistaat Preußen, Provinz Nassau, Oberlahnkreis
- ab 1945: Deutsches Reich, Amerikanische Besatzungszone,[Anm. 4] Groß-Hessen, Regierungsbezirk Wiesbaden, Oberlahnkreis
- ab 1946: Deutsches Reich, Amerikanische Besatzungszone, Hessen, Regierungsbezirk Wiesbaden, Oberlahnkreis
- ab 1949: Bundesrepublik Deutschland, Hessen, Regierungsbezirk Wiesbaden, Oberlahnkreis
- ab 1968: Bundesrepublik Deutschland, Hessen, Regierungsbezirk Darmstadt, Oberlahnkreis
- ab 1974: Bundesrepublik Deutschland, Hessen, Regierungsbezirk Darmstadt, Landkreis Limburg-Weilburg, Gemeinde Löhnberg
- ab 1981: Bundesrepublik Deutschland, Land Hessen, Regierungsbezirk Gießen, Landkreis Limburg-Weilburg, Gemeinde Löhnberg

### Bevölkerung
Einwohnerentwicklung
| Selters: Einwohnerzahlen von 1824 bis 2018 | Selters: Einwohnerzahlen von 1824 bis 2018 | Selters: Einwohnerzahlen von 1824 bis 2018 | Selters: Einwohnerzahlen von 1824 bis 2018 | Selters: Einwohnerzahlen von 1824 bis 2018 |
| --- | ------------------------------------------ | ------------------------------------------ | ------------------------------------------ | ------------------------------------------ |
| Jahr |                                            |                                            |                                            | Einwohner                                  |
| 1824 | 1824                                       |                                            | 136                                        | 136                                        |
| 1834 | 1834                                       |                                            | 152                                        | 152                                        |
| 1840 | 1840                                       |                                            | 174                                        | 174                                        |
| 1846 | 1846                                       |                                            | 192                                        | 192                                        |
| 1852 | 1852                                       |                                            | 239                                        | 239                                        |
| 1858 | 1858                                       |                                            | 277                                        | 277                                        |
| 1864 | 1864                                       |                                            | 235                                        | 235                                        |
| 1871 | 1871                                       |                                            | 237                                        | 237                                        |
| 1875 | 1875                                       |                                            | 229                                        | 229                                        |
| 1885 | 1885                                       |                                            | 236                                        | 236                                        |
| 1895 | 1895                                       |                                            | 250                                        | 250                                        |
| 1905 | 1905                                       |                                            | 280                                        | 280                                        |
| 1910 | 1910                                       |                                            | 289                                        | 289                                        |
| 1925 | 1925                                       |                                            | 261                                        | 261                                        |
| 1939 | 1939                                       |                                            | 295                                        | 295                                        |
| 1946 | 1946                                       |                                            | 393                                        | 393                                        |
| 1950 | 1950                                       |                                            | 372                                        | 372                                        |
| 1956 | 1956                                       |                                            | 364                                        | 364                                        |
| 1961 | 1961                                       |                                            | 338                                        | 338                                        |
| 1967 | 1967                                       |                                            | 345                                        | 345                                        |
| 1970 | 1970                                       |                                            | 381                                        | 381                                        |
| 1990 | 1990                                       |                                            | ?                                          | ?                                          |
| 2003 | 2003                                       |                                            | 376                                        | 376                                        |
| 2008 | 2008                                       |                                            | 371                                        | 371                                        |
| 2011 | 2011                                       |                                            | 351                                        | 351                                        |
| 2015 | 2015                                       |                                            | 358                                        | 358                                        |
| 2018 | 2018                                       |                                            | 353                                        | 353                                        |
| Datenquelle: Historisches Gemeindeverzeichnis für Hessen: Die Bevölkerung der Gemeinden 1834 bis 1967. Wiesbaden: Hessisches Statistisches Landesamt, 1968. Weitere Quellen: LAGIS; Gemeinde Löhnberg; Zensus 2011 |                                            |                                            |                                            |                                            |

Einwohnerstruktur 2011
Nach den Erhebungen des Zensus 2011 lebten am Stichtag dem 9. Mai 2011 in Selters 351 Einwohner. Darunter waren 6 (1,7 %) Ausländer.
Nach dem Lebensalter waren 63 Einwohner unter 18 Jahren, 153 zwischen 18 und 49, 72 zwischen 50 und 64 und 63 Einwohner waren älter.
Die Einwohner lebten in 144 Haushalten. Davon waren 36 Singlehaushalte, 42 Paare ohne Kinder und 54 Paare mit Kindern, sowie 12 Alleinerziehende und keine Wohngemeinschaften. In 27 Haushalten lebten ausschließlich Senioren und in 99 Haushaltungen lebten keine Senioren.
Religionszugehörigkeit
| • 1885: | 232 evangelische (= 98,31 %), 4 katholische (= 1,69 %) Einwohner   |
| • 1961: | 276 evangelische (= 81,66 %), 61 katholische (= 18,05 %) Einwohner |

## Kultur und Sehenswürdigkeiten

### Regelmäßige Veranstaltungen
Die Vereine des Ortes (Evangelische Kirchengemeinde, die 1934 gegründete Freiwillige Feuerwehr Selters, Jugend- und Freizeitclub, Kyffhäuser Kameradschaft, Tischtennis-Club, Wandervögel, Wasserskiclub, Paintball Sportclub und Quadclub) treten abwechselnd als Veranstalter der jährlichen Feste auf. Den Reigen beginnt der Rosenmontagsumzug im Februar, gefolgt vom Osterfeuer im März/April, dem alljährlichen Grillfest am 1. Mai, dem Weinfest im Juni/Juli, der Kirmes im August, dem Laternenumzug und dem Kartoffelfest im November. Den Abschluss bildet im Dezember der Nikolaus, der mit seiner Kutsche kommt, um den Kindern Geschenke zu bringen.

### Kirche
Der Grundstein der Kirche wurde am 21. Mai 1731 gelegt. Sie hat einen rechteckigen Grundriss, ein stattliches Krüppelwalmdach und einen verschieferten Dachreiter. Der Baumeister war der Zimmermeister J. A. Klöckner. Typisch für seine Arbeiten ist der Giebelturm, der sehr harmonisch in dreifacher Abstufung erbaut ist. Im Inneren besitzt die Kirche eine gekehlte, hölzerne Spiegeldecke mit verschiedenen Ornamenten, Fruchtgehängen, Vasen mit enthaltenen Blumen und Putti. Eine Gemeindeempore verläuft von der Westwand zur Nordseite. Die Kanzel hat eine Krone mit einem kleinen Kreuz als Abschluss. Die Bänke wurden in den 1950er Jahren nach altem Vorbild neu gemacht. Die vergitterten Abschränkungen und die Bänke des Altarbereichs sind dagegen original erhalten. Im 18. und 19. Jahrhundert hatte jedes Gemeindemitglied einen festen Bankplatz, der bezahlt werden musste. Deshalb findet man noch die alten Sitznummern auf der Empore und den hinteren Sitzreihen. Im Kirchturm hängen drei Glocken: eine von 1921 mit der Inschrift „Ehre sei Gott in der Höhe“ und zwei weitere von 1951 mit den Inschriften „Deine Toten werden leben“ und „Haltet an am Gebet“. Die Opferbüchse am Eingang trägt den Text „Für die armenischen Waisen“. Sie erinnert an den Völkermord an den Armeniern ab 1915 in der Türkei. In dieser Zeit wurde für humanitäre Projekte überlebender Armenier in Europa gesammelt.

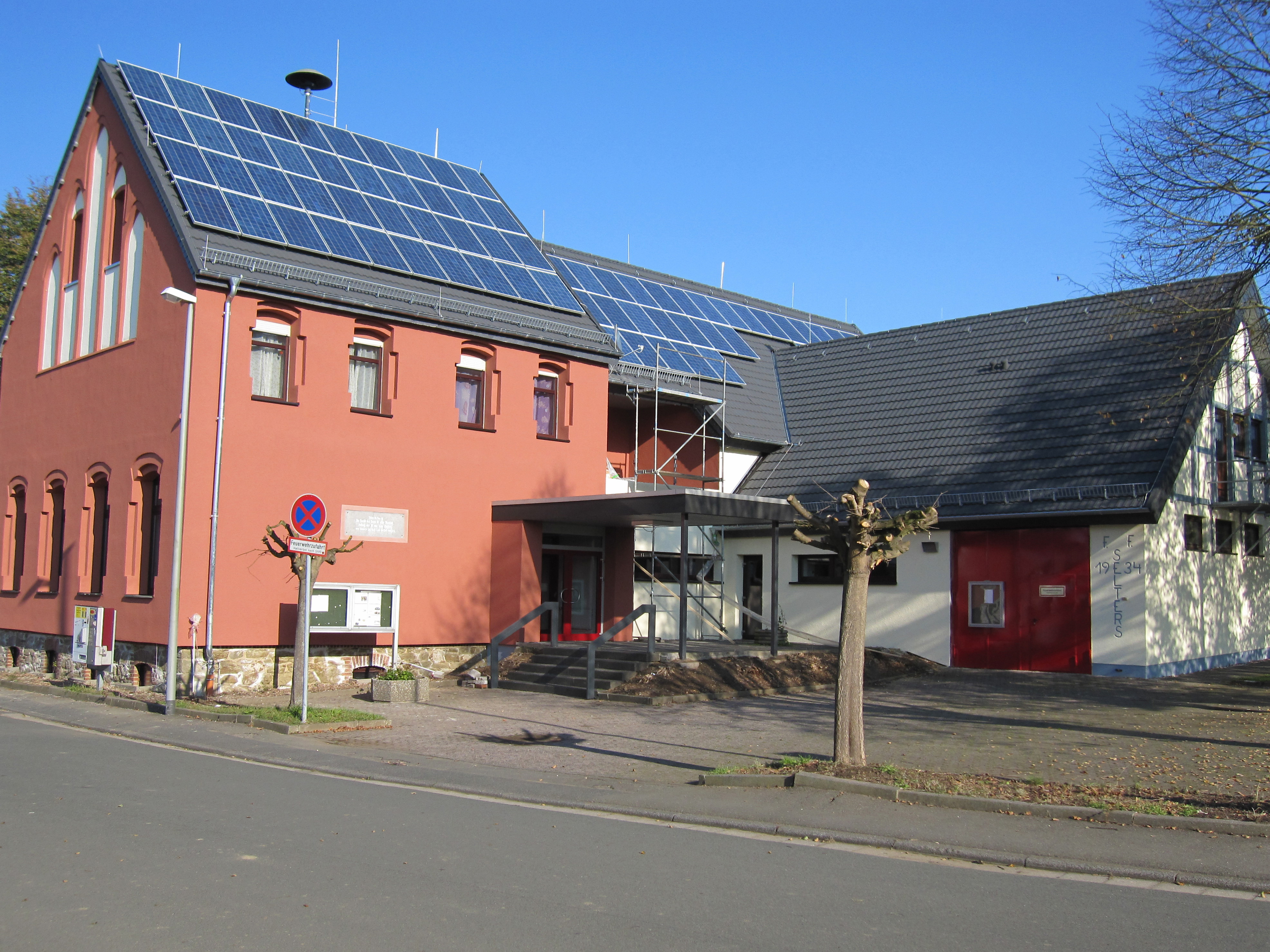
Dorfgemeinschaftshaus und Freiwillige Feuerwehr

### Kulturdenkmäler
- → Hauptartikel: Liste der Kulturdenkmäler in Selters

## Infrastruktur
Seit dem Jahr 1934 sorgt die Freiwillige Feuerwehr Selters für den abwehrenden Brandschutz und die allgemeine Hilfe in diesem Ort. Es bestehen in Selters ein Dorfgemeinschaftshaus mit angegliedertem Backhaus in der Talhofstraße, ein Friedhof, eine Busstation, ein Sportplatz mit Grillhütte an der Straße nach Drommershausen, ein Kinderspielplatz, Wanderwege, ein evangelisches Gemeindehaus und eine evangelische Kirche.